# Atholus coelestis
Atholus coelestis (лат.) — вид жуков-карапузиков из подсемейства Histerinae (триба Histerini, Histeridae). Широко распространен в Юго-Восточной Азии, включая Китай, Тайвань, Филиппины, Индия, Шри-Ланка, Индонезия, острова Рюкю (Япония). Также присутствует в Палеарктическом регионе (Таджикистан) и в Афротропическом регионе (Коморские острова).

## Описание
Мелкие жуки-карапузики, длина тела около 3 мм: самцы 2,57—3,81 мм, самки 3,09—3,57 мм. Тело продолговато-овальное, умеренно выпуклое, однородно чёрное. Atholus coelestis лучше всего характеризуется третьей дорсальной надкрыловой полосой, простирающейся внутрь к апикальному концу четвертой и пятой полос. Небольшая выемка на переднем крае мезовентрита также является отличительным признаком этого вида. Число зубцов передней голени составляет 11 на внешнем крае, один на внутреннем апикальном углу и восемь на внешнем сублатеральном крае. Протибиальные зубцы слегка выделяются только на внешнем апикальном углу, увенчанные тремя дентикулами. Количество дентикул на внешнем крае может варьировать от 11—13 дентикул. Форма гонококсита A. coelestis более стройная, сужающаяся к вершине по сравнению с Atholus philippinensis. Кроме того, наличие одной затылочной ямки на задней части головы A. coelestis является примечательным признаком, отличающим его от других видов, который не был описан ранее. Все особи A. coelestis были собраны из подстилок коров и водяных буйволов на низменных фермах и пастбищах на нескольких островах Филиппинского архипелага. Этот вид также может быть специфичен к влажности, поскольку во время полевых сборов наблюдалось, что он обитает только в более пересушенных пометах.

## Классификация
Вид был впервые описан в 1857 году французским энтомологом Sylvain Auguste de Marseul (1812—1890) под названием Hister philippinensis Marseul, 1854. С 1906 года в составе рода Atholus (Histerinae, триба Histerini).